# アレクサンドル・ゴドゥノフ
アレクサンドル・ボリソヴィチ・ゴドゥノフ （露: Александр Борисович Годунов, 英: Alexander Godunov, 1949年11月28日 - 1995年5月18日） はソ連出身のバレエダンサー・俳優。1m91cmという大柄の体格でボリショイ・バレエ団の舞踏手として一世を風靡した。のち米国に亡命し、1987年に帰化した。アレクサンダー・ゴドノフ と表記されることもある。

## 経歴
ソ連のサハリンに生まれる。9歳のときラトビアの国立バレエ学校の特待生に選ばれバレエを始める。1967年、17歳でI・モイセーエフが率いるモスクワの青年バレエ団 （"Молодой балет"） に入団。その後オーディションを経て、1971年にボリショイ・バレエ団に移籍した。
ボリショイでのデビューはゴールスキー版 『白鳥の湖』 第1幕のパ・ド・トロワ。同年6月に初めての主役としてグリゴローヴィッチ版『白鳥の湖』のジークフリート王子を踊り、控えめのマイムで感情を自在に伝えられる舞踏手として批評家に絶賛された。翌1972年、マイヤ・プリセツカヤ振付の新作バレエ『アンナ・カレーニナ』でヴロンスキー役に抜擢される。これをきっかけにして24歳も年上のプリマであるプリセツカヤのパートナーを務めるようになり、『白鳥の湖』 『病める薔薇』 『カルメン組曲』で共演した。1973年モスクワ国際バレエコンクールで金賞受賞。1976年ロシア共和国功労芸術家。
1979年8月、ボリショイ・バレエ団のニューヨーク公演中に米国へ亡命する。花形ダンサーの亡命は世間の耳目を集め、当時の大統領カーターと書記長ブレジネフが掛け合いになる外交問題にまで発展した。ゴドゥノフの亡命を知ったソ連は、妻のリュドミラ・ウラソワを直ちに帰国させるべくアエロフロート機に搭乗させたが、米国務省がウラソワの帰国の自発的意思の確認を求めたため、アエロフロート機は2昼夜ケネディ空港に留め置かれた。ウラソワは結局一行とともにモスクワに帰国、2人が再び会うことはなかった。
ゴドゥノフは同年12月にアメリカン・バレエ・シアターに入団。しかし15万ドルと噂された年俸が団員の反発を買うなど不穏な再出発となった。1982年、出番が少ないことを理由に、ラトビア時代からの盟友であった芸術監督ミハイル・バリシニコフと訣別して退団。同年生き別れとなった妻との離婚が成立した。その後自らのバレエ団を率いてツアーを行っていたが、1985年には俳優に転向した。
俳優としての代表作は『刑事ジョン・ブック/目撃者』、『ダイ・ハード』など。ロシア人役を演ずるのを嫌って多くの出演依頼を断っていたという。
1995年5月、ハリウッドの自宅で死亡しているのが発見された。検死では殴打跡や外傷がなく、体内からアルコール分も薬物も検出されなかったため自然死と結論づけられた。このために様々な憶測を呼んだが、その後代理人によって「死因は肝炎を併発した急性アルコール中毒」と発表された。（インターネット上に流出している死亡診断書には、死因欄に慢性アルコール中毒と肝炎が記載されている）。45歳。遺灰は太平洋に撒かれた。

## 動画
- ボリショイ・バレエ団 『カルメン組曲』（1978年）〔YouTube・カルメン役はM・プリセツカヤ〕

## 映画出演
- 『アンナ・カレーニナ』 "Anna Karenina" （1975年）
- 『刑事ジョン・ブック 目撃者』 "Witness" （1985年）
- 『マネー・ピット』 "The Money Pit" （1986年）
- 『ダイ・ハード』 "Die Hard" （1988年）
- 『ヘルガイバー/魔獣大戦』 （1990年） <未>
- 『The Runestone』 （1991年）
- 『ワックスワーク2/失われた時空』 （1992年）
- 『ノース 小さな旅人』 "North" （1994年）
- 『緊急接近 ZONE』 （1995年）